# Віндикація
Віндикація, віндикаційний позов (від лат. vindico — «захищаю, заявляю претензію, вимагаю») — позов власника про витребування речі з чужого незаконного володіння. Іншими словами, віндикаційний позов — це позов власника до володіючого невласника про повернення майна.
Згідно з римським правом власник міг відібрати річ назад за допомогою позову про власність (vindicatio: «ubi rem meam invenio, ibi vindico» («де мою річ знаходжу, там її віндикую)) навіть у добросовісного набувача.